# Nidella coomani
Nidella coomani är en skalbaggsart som beskrevs av J. Linsley Gressitt och Yves Rondon 1970. Nidella coomani ingår i släktet Nidella och familjen långhorningar. Inga underarter finns listade i Catalogue of Life.